# Windward-Passage
Die Windward-Passage (engl. für „luvseitige Passage“) oder der Paso de los Vientos (span. für „Passage der Winde“; französisch Passage du Vent) ist eine Meerenge zwischen den Westindischen Inseln in der Karibik, die zwischen den Inseln Kuba und Hispaniola liegt. Die 80 km breite Meerenge ist bis zu 1700 m tief und verläuft zwischen dem äußersten Südosten Kubas und dem Nordwesten Haitis.
Die Meerenge stellt eine Verbindung zwischen dem Atlantik und der Karibik her. Sie ist der kürzeste Schifffahrtsweg zwischen dem 1914 eröffneten Panamakanal und der Ostküste der Vereinigten Staaten bzw. der Sargassosee, woraus sich auch ihre strategische Bedeutung ergibt. Auch schon vor der Eröffnung des Panamakanals wurden zahlreiche Güter und Passagiere über die 1848 gebaute Eisenbahnstrecke an der Landenge von Panama transportiert, die dann per Schiff durch die Windward-Passage weitertransportiert wurden. So werden 68 % aller Waren, die in US-Häfen be- oder entladen werden, durch den Panamakanal transportiert und ein großer Teil davon wird auch durch die Windward-Passage weitertransportiert, da sie die Hauptschifffahrtsroute zwischen dem Panamakanal und der Ostküste der USA ist. Die seit dem Leihvertrag von 1903 bestehende amerikanische Militärbasis in der Bahía de Guantánamo liegt ebenfalls an dieser für die USA strategisch bedeutsamen Meerenge. 50 % des Seeverkehrs zwischen dem Atlantik und der Karibik erfolgt durch die Windward-Passage.
Am Nordost-Ausgang der Meerenge liegt die zu den Bahamas gehörende Inselgruppe Inagua mit den Inseln Great Inagua und Little Inagua. Am Südwest-Ausgang der Meerenge liegt die zu den USA gehörende unbewohnte Insel Navassa.
Die von Dezember bis Mai vorherrschenden Passatwinde wehen bei den westindischen Inseln aus Nordosten. Die Bezeichnung Windward (deutsch: dem Wind zugewandt; nach Luv) bezieht sich also auf eine Segelrichtung von West nach Ost.
Während der Zeit der spanischen Herrschaft über Mittel- und Südamerika kehrten die mit Gold beladenen spanischen Schiffe durch die Windward-Passage bzw. durch die Floridastraße nach Spanien zurück. Hier wurde ihnen häufig von Piratenschiffen aufgelauert, die in der Meerenge ihre Beute besser aufspüren konnten als in den Weiten der Karibik oder des Atlantiks.
Heute ist die Windward-Passage auch eine bei Drogenschmugglern beliebte Route, die Marihuana von Jamaika und Kokain aus Kolumbien in Richtung USA schmuggeln. Die US-Küstenwache fährt hier regelmäßig mit ihren Booten Patrouille und führt Patrouillenflüge durch. Außerdem fängt die US-Küstenwache hier illegale Migranten aus Haiti ab, die nach Florida unterwegs sind und führt sie in ihr Heimatland zurück.
Das karbonatreiche Nordatlantische Tiefenwasser, die Bodenströmung, strömt von Nord nach Süd, vom Atlantik in die Karibik, durch die Meerenge. Das Oberflächenwasser hat hier die gleiche Strömungsrichtung.